# ورزشگاه السعاده
ورزشگاه السعاده (به عربی: استاد السعادة) یک ورزشگاه در عمان است که در صلاله واقع شده‌است.